# Grand Splatch
Le Grand Splatch is een Shoot-the-Chute waterattractie in het Franse attractiepark Parc Astérix. Het is een van de eerste waterattracties in zijn soort in Europa.
Op 30 april 1989 opende Le Grand Splatch bij de opening van het park. Le Grand Splatch is gebouwd door de Zwitserse attractiebouwer Intamin AG en is een Spillwater 20 model. In de boot is plaats voor maximaal twintig bezoekers. De attractie heeft twee drops, een kleine en een grote. De tweede afdaling is elf meter hoog.
Bedoeld of onbedoeld kan men ook in de overdekte boot flink nat worden door een hoos water die over de banken gutst.
De attractie is volledig ingewerkt in de themazone Bienvenue en Gaule. Tijdens de zomermaanden is de attractie heel populair omdat je er zeker nat wordt.

## Herthematisering
Sinds het seizoen 2024 heet de attractie voluit La Revanche des Pirates - Le Grand Splash. Het thema werd ter ere van het 35ste jubileum van Parc Asterix aangepast.
Kapitein Barbe Rouge (Roodbaard) en zijn troep klungelende piraten, bekend uit diverse Asterix verhalen waar een ontmoeting met Asterix en Obelix normaliter resulteert in een gezonken piratenschip, proberen nu middels diverse valstrikken langs de baan wraak te nemen op de passerende bezoekers. De piraten zijn ook als schimmenspel te zien in de wachtrij van de attractie en middels dialogen te horen tijdens de vaartocht. 